# Вахитов, Шавали Мухаметович
Шавали Мухаметович Вахитов (15 декабря 1932 — 21 декабря 2020) — животновод, мастер машинного доения, бригадир совхоза «Таймасовский», Башкирская АССР. Герой Социалистического Труда.
Член КПСС, делегат XXV съезда КПСС.
Депутат Верховного Совета Башкирской АССР шестого (1963—1967), восьмого, девятого (1971—1980), десятого, одиннадцатого (1985—1990) созывов.

## Биография
Родился 15 декабря 1932 года в деревне Ялчикаево Куюргазинского района БАССР.
В 1947—1957 годах работал в колхозе им. Андреева Куюргазинского района.
В 1957—1962 годах — бригадир дойного гурта, в 1962—1987 оператор машинного доения, в 1987—1994 бригадир дойного гурта совхоза «Таймасовский» того же района.
Достиг высоких показателей надоев молока от одной коровы: в 1962—1979 надои доходили до 5000 кг, в 1980—1987 — до 6432 кг в год.
За достигнутые успехи в развитии животноводства, увеличении производства и заготовок мяса, молока и другой продукции Указом Президиума Верховного Совета СССР от 22 марта 1966 г. Ш. М. Вахитову присвоено звание Героя Социалистического Труда.
С 1987 г. до ухода на пенсию в 1992 г. работал бригадиром дойного гурта Ялчикаевской молочно-товарной фермы отделения «Лена» Таймасовского совхоза РБ.
После выхода на заслуженный отдых жил в родной деревне. Скончался 20 декабря 2020 года.

## Награды и звания
- Герой Социалистического Труда (1966).
- Награждён двумя орденами Ленина (1966, 1973), орденами Октябрьской Революции (1971), Трудового Красного Знамени (1983), Дружбы народов (1980), медалями.
- Заслуженный животновод БАССР (1973).
- Почётный гражданин Куюргазинского района.[4]
- Награждён Почётной грамотой Республики Башкортостан.[5]